# مراكز الإيمان ومبادرات الفرص
مراكز الإيمان ومبادرات الفرص هي هيئات تابعة لوكالات الحكومة الفيدرالية الأمريكية تعمل على منح الجماعات الدينية مزيدًا من الصوت في البرامج الحكومية. تأسس المركز بناء على الأمر التنفيذي الصادر في مايو 2018 أثناء رئاسة دونالد ترامب الذي يطلب من جميع الإدارات التنفيذية تعيين مسؤول اتصال لمبادرات الإيمان والفرصة للتنسيق مع مستشار جديد للبيت الأبيض.
في نوفمبر 2018، عُين سكوت لويد في مركز مبادرات الإيمان والفرصة التابع لوزارة الصحة والخدمات الإنسانية الأمريكية، الذي كان يرأس سابقًا مكتب إعادة توطين اللاجئين في وزارة الصحة والخدمات الإنسانية، هو معارض معروف للإجهاض.
في 31 أكتوبر 2019، أكد البيت الأبيض أن باولا وايت، وهي قسيسة وكاتبة وواعظة تلفزيونية، ستنضم إلى مكتب البيت الأبيض لتقديم المشورة لمبادرة ترامب للإيمان والفرصة. بعد أن دعمت ترامب خلال حملته الانتخابية عام 2016.
بالإضافة إلى ذلك، واصل مركز مبادرات الإيمان والفرصة التابع لوزارة الصحة والخدمات الإنسانية الأمريكية الانخراط في التواصل مع المنظمات الدينية والمجتمعية، مع التركيز على توزيع اللقاح أثناء جائحة كوفيد-19. تهدف هذه المبادرة إلى زيادة معدلات التطعيم من خلال الاستفادة من ثقة وتأثير المجموعات الدينية.